# Interleukina 29
Interleukina 29, IL-29 – wraz z interleukiną 28 należy do grupy interferonów typu lambda.
Wykazuje właściwości podobne do wspomnianej cytokiny oraz do grupy tych interferonów. 